# Mátyásdomb, Fejér
Mátyásdomb  este un sat în districtul Enying, județul Fejér, Ungaria, având o populație de 801 locuitori (2011). 

## Demografie
Componența etnică a satului Mátyásdomb
     Maghiari (98,21%)
     Germani (1,79%)
Componența confesională a satului Mátyásdomb
     Romano-catolici (27,47%)
     Fără religie (20,35%)
     Reformați (9,24%)
     Luterani (1,12%)
     Necunoscută (41,82%)
     Alte religii (1,25%)
Conform recensământului din 2011, satul Mátyásdomb avea 801 locuitori. Din punct de vedere etnic, majoritatea locuitorilor (98,21%) erau maghiari, cu o minoritate de germani (1,79%). Nu există o religie majoritară, locuitorii fiind romano-catolici (27,47%), persoane fără religie (20,35%), reformați (9,24%) și luterani (1,12%). Pentru 41,82% din locuitori nu este cunoscută apartenența confesională.